# Circolo ricreativo I Canottieri

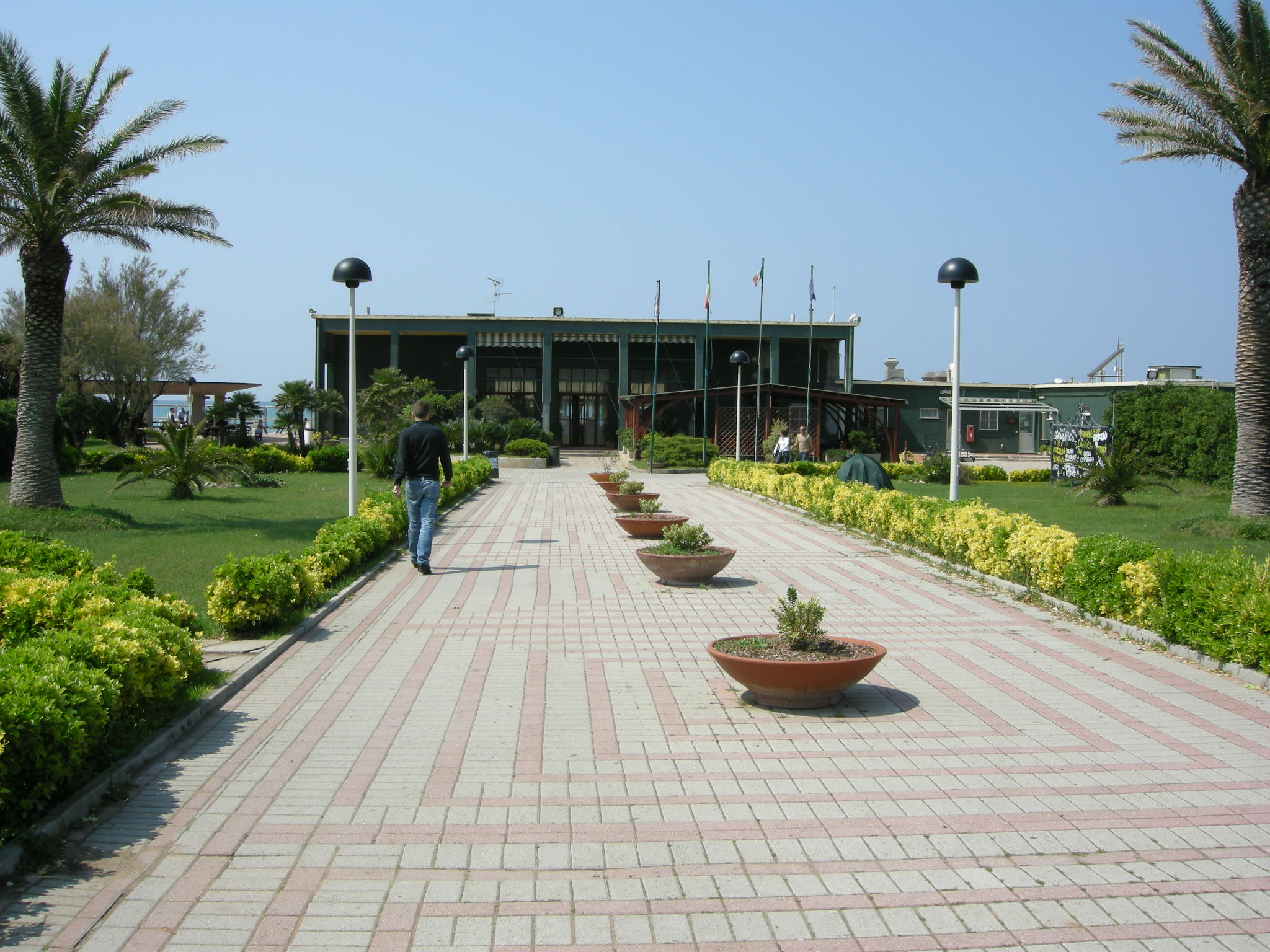
Circolo I Canottieri

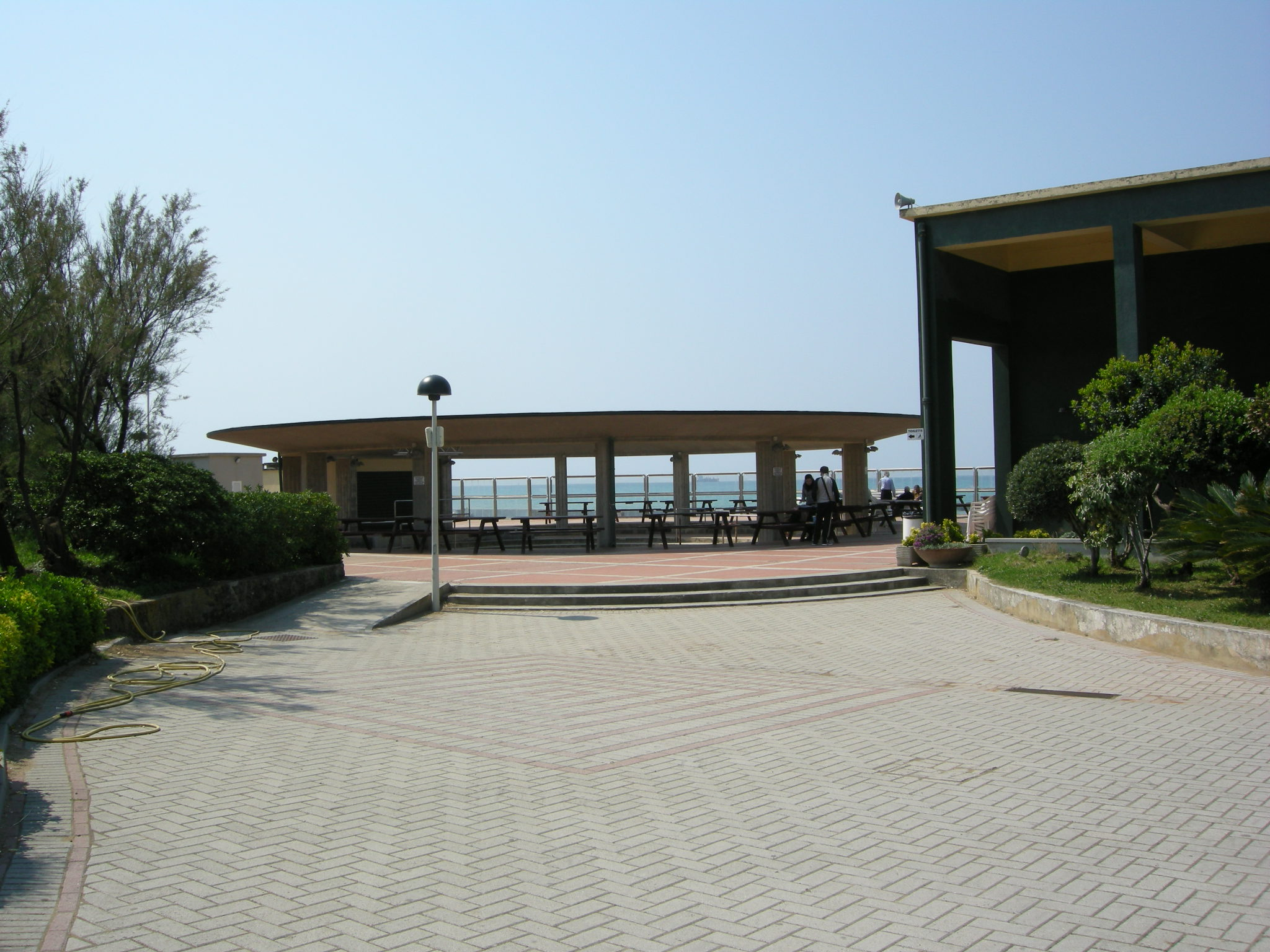
La Rotonda

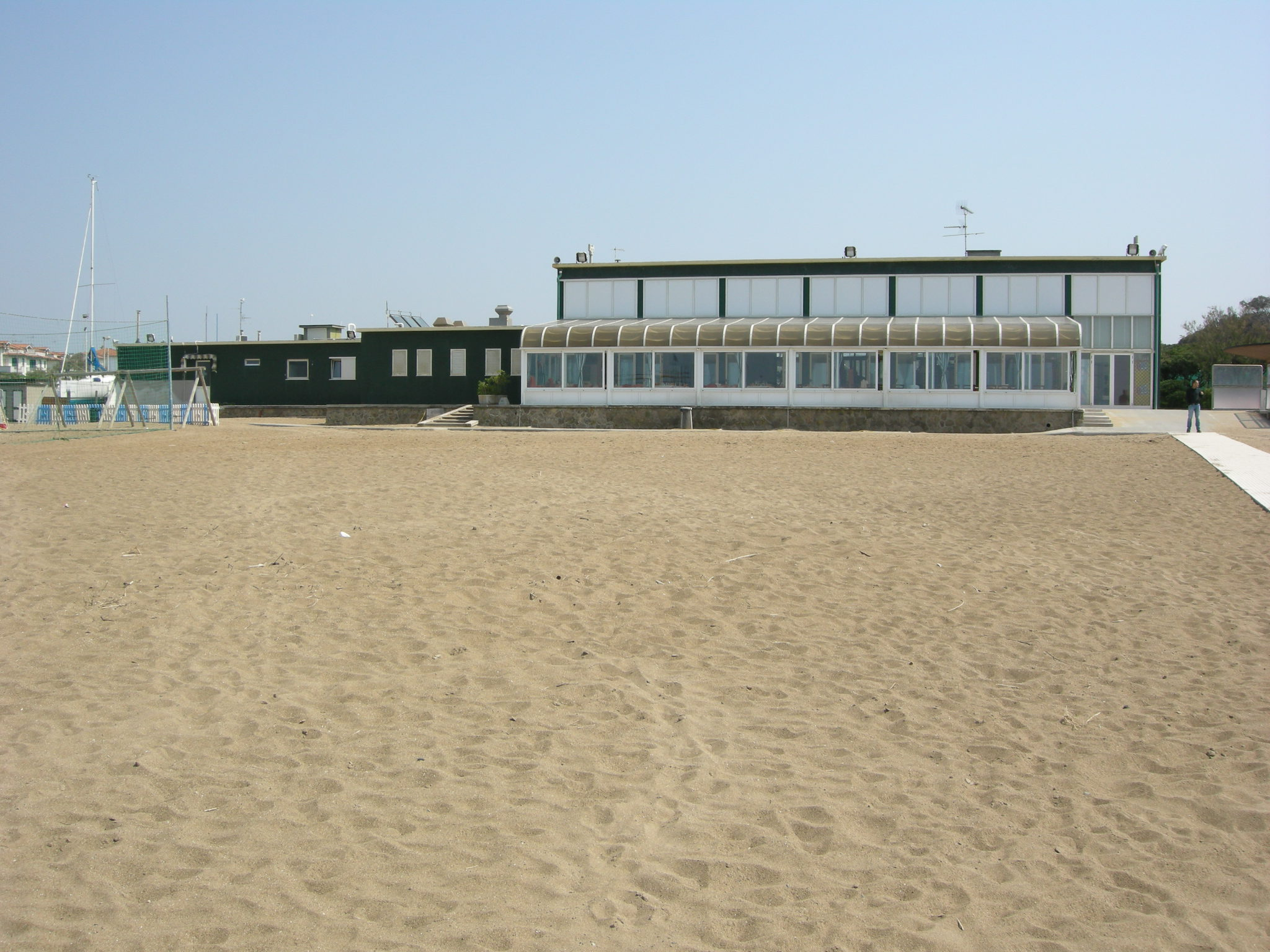
Veduta dalla spiaggia

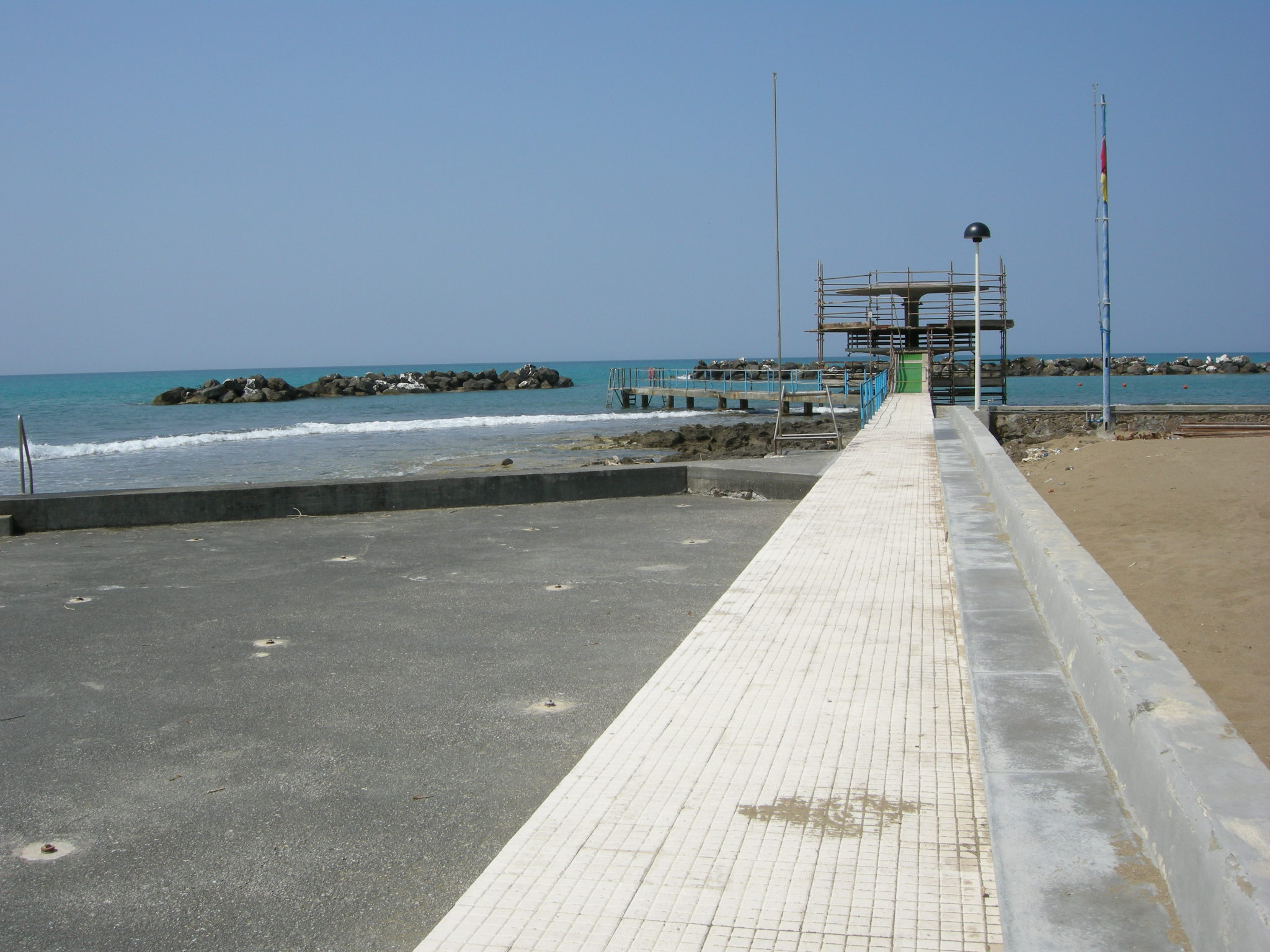
La passeggiata sul mare

Il Circolo ricreativo I Canottieri è un edificio per uso ricreativo situato in via Oberdan Chiesa 14, a Rosignano Solvay.

## Storia
Verso la fine degli anni trenta, quando cioè gran parte del Villaggio Solvay era già stato edificato, iniziarono i contatti della Società con l'architetto Italo Gamberini di Firenze a cui vennero commissionati lavori di modifica per numerosi edifici pubblici esistenti oltre alla progettazione di nuove strutture che la Direzione di Rosignano aveva previsto di realizzare nella propria area.
L'incaricato Solvay responsabile dei rapporti con Gamberini fu l'ing. Seni che seguì in prima persona ogni progetto delle nuove "costruzioni complementari" decidendo se realizzarle o meno.
I progetti per la costruzione della nuova stazione estiva per gli impiegati Solvay iniziarono nel 1937 quando l'Ing. Seni inviò a Gamberini il rilievo della spiaggia che si trovava nella proprietà Solvay incaricando l'architetto a preparare un piano di massima (lettera dell'11.09.1937).
Dopo vari schizzi preparatori venne definita una "variante al primo progetto per la nuova sede estiva dell'Opera Nazionale Dopolavoro impiegati della Società Solvay Rosignano" sottoporre all'attenzione di Bruxelles che ne richiese un'ulteriore definizione.
Il 22 marzo 1938 l'amministrazione di Rosignano inviò a Bruxelles la serie dei progetti esecutivi di Gamberini e fu dato l'avvio ai lavori di edificazione.
L'edificio venne inaugurato il 15 luglio del 1939 quando erano già iniziati i lavori per la sistemazione dell'insenatura davanti alla rimessa delle barche: il 16 maggio 1939 la "Cooperativa di Produzione e Lavoro, Casa del Fascio Rosignano Marittimo" fu incaricata di costruire la darsena e il canale a mare. Detto canale a mare, intorno agli anni sessanta-settanta, è stato allargato ed approfondito per realizzarvi un porticciolo capace di ospitare 130 barche (lunghezza massima 9 metri) con profondità delle acque da 1,5 a 2,5 metri.
Nonostante la grande cura profusa nella definizione dei particolari costruttivi, il 27 maggio 1939 la Solvay lamentò a Gamberini le cattive condizioni della ringhiera in legno che il salmastro aveva deteriorato in profondità.
L'architetto propose di risolvere il problema con il metodo della verniciatura a corpo adottando nuovi colori, bianco e verde, più adatti rispetto all'originario legno naturale.

## Architettura
La planimetria generale si sviluppa secondo un asse parallelo alla linea della costa, peraltro molto frastagliata in questo punto, con un edificio molto articolato.
La parte centrale dell'edificio è destinata a "salone delle feste" che comunica con la spiaggia attraverso due rampe inclinate e con la caratteristica pista da ballo all'aperto posta sulla terrazza allo stesso livello.
Un porticato aperto posto a nord la collega con un ampio locale destinato alla rimessa delle barche.
L'edificio che nel complesso denuncia in maniera evidente la sua matrice razionalista, è caratterizzato da uno stile architettonico incentrato, oltre che sulle superfici semplici ed essenziali, sull'uso dei materiali (cemento, ferro e vetro) che lasciano spazio alla decorazione solo per ciò che concerne le elaborate pavimentazioni interne ed esterne.
Il corpo centrale, più ampio, è un parallelepipedo regolare con tetto piano sui cui prospetti sono state ritagliate numerose superfici vetrate rettangolari attraverso le quali la luce filtra passando attraverso i porticati posti cui due lati lunghi.
A sud è posta la pista da ballo all'aperto a quota inferiore rispetto al piano di calpestio; essa è circolare e la sua caratteristica principale è costituita dalla copertura, una corona circolare molto sottile sorretta da una serie di pilastrini rettangolari posti di taglio.
Il progetto iniziale era molto simile a quello realizzato ma prevedeva una terrazza praticabile sulla copertura a cui si accedeva attraverso una grossa scalinata esterna sorretta da esili pilastrini in cemento armato.